# Macromphalina apexplanum
Macromphalina apexplanum is een slakkensoort uit de familie van de Vanikoridae. De wetenschappelijke naam van de soort is voor het eerst geldig gepubliceerd in 1998 door Rolan & Rubio.